# اکسیدهای کلر

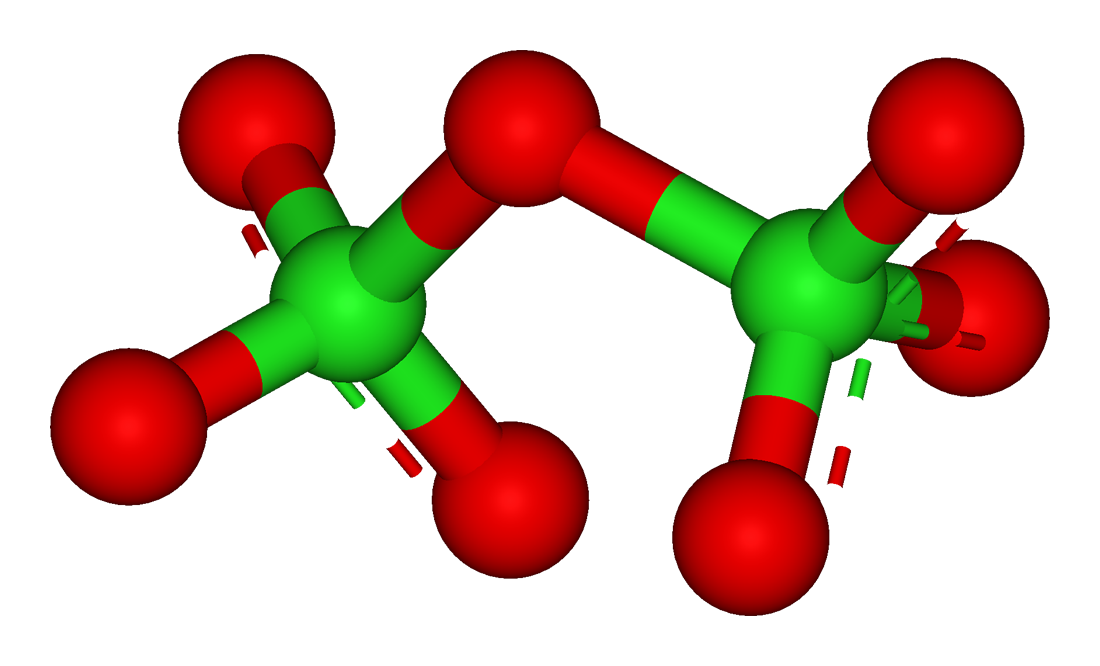
دی‌کلر هپتوکسید: Cl_{2}O_{7}

کلر و اکسیژن با برقراری پیوند شیمیایی با یکدیگر می‌توانند ترکیب‌های متفاوتی ایجاد کنند:
- کلر مونوکسید، ClO، کلر (II) اکسید
- کلر پراکسید، Cl
2O
2، شکل دیمر کلر (II) اکسید
- کلر دی‌اکسید، ClO
2، کلر (IV) اکسید
- کلروپروکسیل، ClOO
- دی‌کلر هگزوکسید، ClO 3، کلر (VI) اکسید
- دی‌کلر مونوکسید، Cl2O، کلر (I) اکسید
- سه دی‌اکسید دی‌کلر:
  - ClO دیمر، Cl2O2، کلر (I) پراکسید
  - کلریل کلرید، ClO2Cl، کلر، کلر (۰، IV) اکسید
  - کلر کلریت، ClOClO، کلر (I , III) اکسید
- دی‌کلر تری‌اکسید، Cl2O3، کلر (I , V) اکسید
- دی‌کلر تتروکسید یا کلر پرکلرات، ClOClO 3، کلر (I , VII) اکسید
- دی کلر پنتوکسید، Cl2O5، کشف نشده ولی قابل تشکیل.
- دی کلر هگزاکسید یا کلریل پرکلرات، Cl2O6، کلر (V , VII) اکسید
- دی‌کلر هپتوکسید، Cl2O7، کلر (VII) اکسید
- کلر تتروکسید، ClO
4
- کلر (VII)اکسید پراکسید، 2(OClO3)

چندین یون چنداتمی نیز از اکسیدهای کلر هستند:
- کلریل، ClO+
2
- پرکلریل، ClO+
3
- هیپوکلریت، -ClO
- کلریت، -ClO2
- کلرات، -ClO3
- پرکلرات، -ClO4